# District de Grenoble
Le district de Grenoble est une ancienne division territoriale française du département de l'Isère de 1790 à 1795.
Il était composé des cantons de Grenoble, Allevard, Barraux, Bernin, le Bourg-d'Oisans, Claix, Cordéac, Corps, Entraigues, Froges, Genevray Vif, Goncelin, Lans, Mens, Meylans, Monetier, la Mure, Pontcharra, Saint Christophe, Saint Egreve, Saint Guillaume, Saint Laurent du Pont, Saint Martin de Cleslle, Saint Martin d'Uriage, Saint Maurice, Saint Théoffrey, Sassenage, la Terrasse, le Verson, Vizille, Voiron et Voreppe.

## Galerie

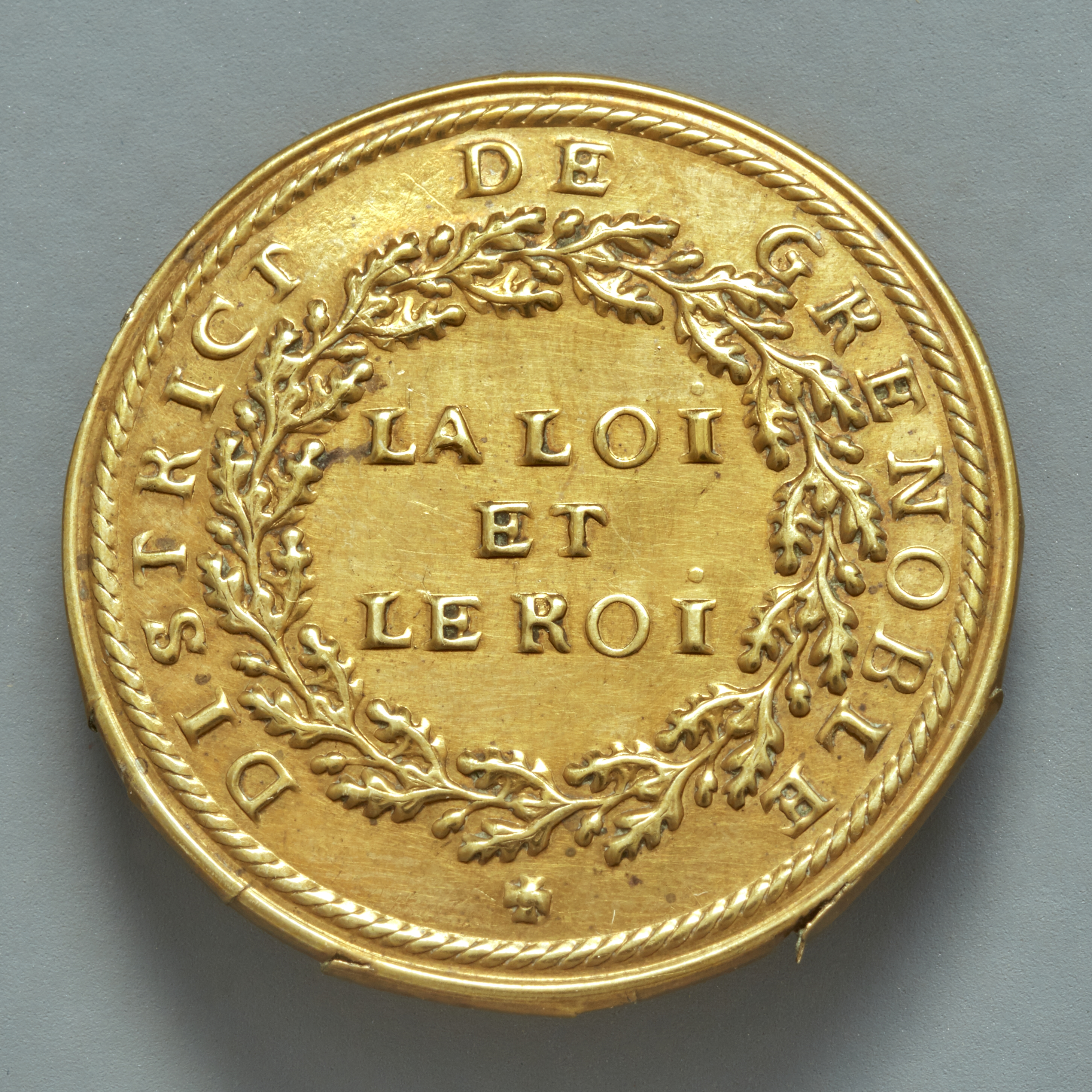
Bouton (musée Carnavalet)